# Spoorlijn Denain - Saint-Amand-les-Eaux
De spoorlijn Denain - Saint-Amand-les-Eaux was een Franse spoorlijn die Denain via Wallers verbond met Saint-Amand-les-Eaux. De lijn was 17,5 km lang en had als lijnnummer 256 000.

## Geschiedenis

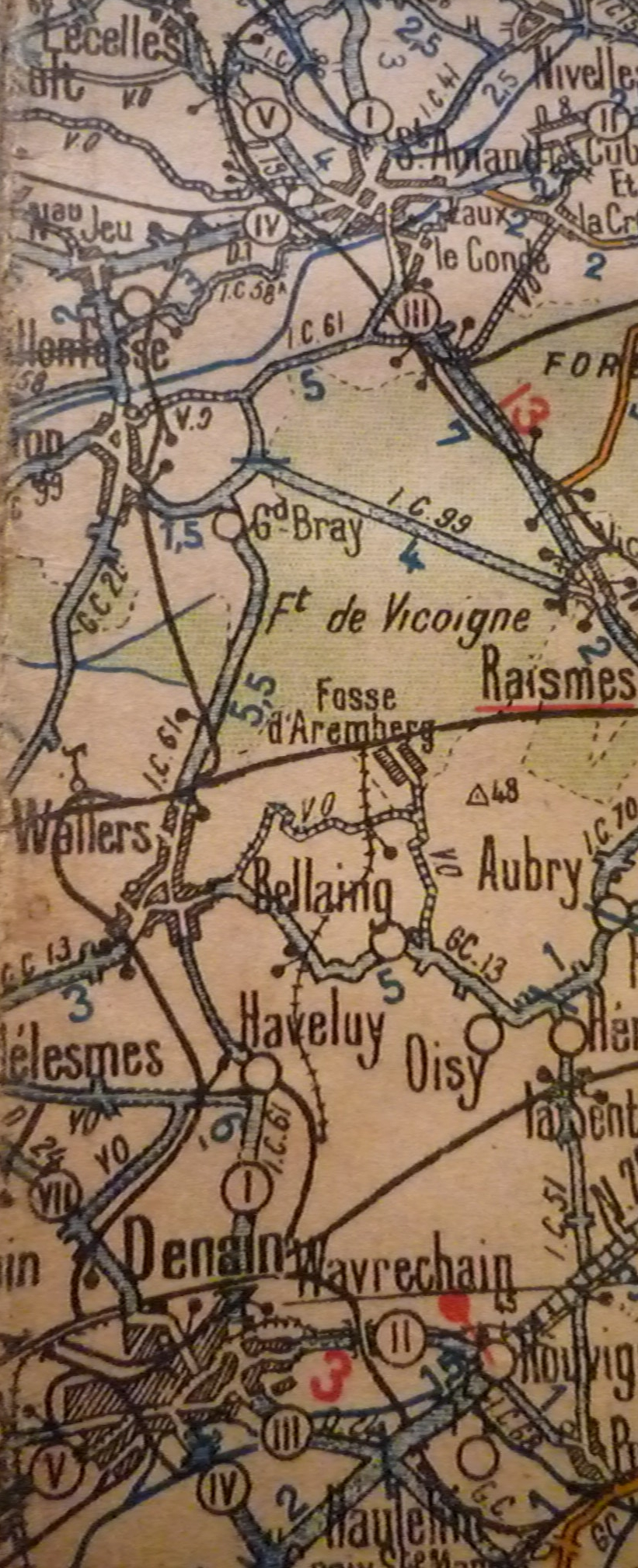
Tracé van de lijn rond 1920

De spoorlijn geopend door de Compagnie des chemins de fer de Lille à Valenciennes op 17 augustus 1885. In 1939 werd het reizigersverkeer opgeheven. In 1942 werd het gedeelte tussen Haveluy en Hasnon gesloten. De rest van de lijn werd tussen 1969 en 1999 gesloten en opgebroken. 

## Aansluitingen
In de volgende plaatsen is of was er een aansluiting op de volgende spoorlijnen:
Denain
RFN 254 000, spoorlijn tussen Lourches en Valenciennes
Wallers
RFN 262 000, spoorlijn tussen Douai en Blanc-Misseron
Saint-Amand-Les-Eaux
RFN 255 000, spoorlijn tussen Saint-Amand-Les-Eaux en Blanc-Misseron
RFN 257 000, spoorlijn tussen Saint-Amand-Les-Eaux en Maulde-Mortagne
RFN 267 000, spoorlijn tussen Fives en Hirson